# قائمة مطارات جيبوتي

علم جيبوتي

تحتوي هذه المقالة قائمة مطارات دولة جيبوتي.

## المطارات
| المدينة      | رمز إيكاو | رمز إياتا | المطار              |
| ------------ | --------- | --------- | ------------------- |
| علي صبيح     | HDAS      | ALL       | مطار علي صبيح       |
| آسا غويلة    | HDAG      |           | مطار آسا غويلة      |
| شابيلاي      | HDCH      |           | مطار شابيلاي        |
| دخيل         | HDDK      |           | مطار دخيل           |
| مدينة جيبوتي | HDAM      | JIB       | مطار جيبوتي الدولي  |
| هركال        | HDHE      |           | مطار هركال          |
| جزيرة موشا   | HDMO      | MHI       | مطار موشا           |
| أوبوك        | HDOB      | OBC       | مطار أوبوك          |
| تاجورة       | HDTG      | TDJ       | مطار تاجورة         |
| مدينة جيبوتي |           |           | مطار جيبوتي العسكري |

## مقالات ذات صلة
- النقل في جيبوتي
- الطيران في جيبوتي
- رمز مطار منظمة الطيران المدني الدولي
- رمز مطار اتحاد النقل الجوي الدولي

## روابط خارجية
- قائمة مطارات جيبوتي، دائرة البحث الكبيرة.
- المطارات في جيبوتي، طائرات العالم الشارتر.